# Handwerkskammer Halle (Saale)
Die Handwerkskammer Halle (Saale) ist eine von 53 Handwerkskammern in Deutschland.

## Aufgaben
Als Interessensvertreterin von 14.035 Betrieben mit 18.000 Unternehmern und 73.000 Mitarbeitern engagiert sich die Handwerkskammer Halle (Saale) für die Verbesserung der wirtschaftlichen und gesellschaftlichen Rahmenbedingungen des Handwerks. Das Einzugsgebiet der Handwerkskammer erstreckt sich im südlichen Sachsen-Anhalt von Nord nach Süd von Zerbst bis Zeitz, von West nach Ost von Sangerhausen bis Wittenberg. Die Kammer sorgt als Selbstverwaltungseinrichtung des Handwerks für die Umsetzung der Handwerksordnung in ihrem Kammerbezirk. Die Handwerkskammer nimmt öffentliche Aufgaben wie die Führung der Handwerks- und Lehrlingsrolle, die Überwachung der Berufsausbildung oder die Vereidigung von Sachverständigen wahr.
Die Handwerkskammer berät ihre Mitgliedsbetriebe zu Themen um Existenzgründung, Betriebsberatung, Betriebsnachfolge, Finanzierung, Marketing und Unternehmenspräsentation über Umweltschutz, Technologietransfer und zu Rechtsfragen.
Die Handwerkskammer verfügt über ein Bildungs- und Technologiezentrum (BTZ) mit den Standorten Halle-Osendorf, Stedten und Wittenberg für die überbetriebliche Ausbildung, Meisterausbildung in 18 Gewerken als auch Fort- und Weiterbildungskurse. Im Bildungszentrum stehen 720 gewerblich-technische Ausbildungs- und 284 Theorieplätze zur Verfügung.

## Organisation
Das oberste Beschlussorgan der Handwerkskammer ist die Vollversammlung. Als Parlament des Handwerks im Kammerbezirk legt sie die grundsätzlichen Aufgaben der Handwerkskammer fest und entscheidet unter anderem über den Wirtschaftsplan, die Beiträge und den Jahresabschluss. Gewählt wird die Vollversammlung (insgesamt 36 Mitglieder, davon 24 Arbeitgeber- und 12 Arbeitnehmervertreter/Gesellen) von den Mitgliedern der Handwerkskammer für fünf Jahre. Aus ihren Reihen wird außerdem der Vorstand, das heißt, der Präsident, die zwei Vizepräsidenten und sechs weitere Vorstandsmitglieder gewählt. Der Vorstand leitet die Geschäfte der Handwerkskammer zwischen den Vollversammlungen. Die Vollversammlung wählt auch die Geschäftsführung. Nach außen wird die Handwerkskammer durch den Präsidenten und den Hauptgeschäftsführer vertreten.
Präsident ist Thomas Keindorf, Hauptgeschäftsführer Dirk Neumann.